# Pueblo (Colorado)
Pueblo es una ciudad ubicada en el condado de Pueblo, del cual es sede, en el estado estadounidense de Colorado. En el Censo de 2010 tenía una población de 106 595 habitantes y una densidad poblacional de 756,19 personas por km².

## Geografía
Pueblo se encuentra ubicada a orillas del río Arkansas, afluente de río Misisipi. Según la Oficina del Censo de los Estados Unidos, Pueblo tiene una superficie total de 140.96 km², de la cual 138.93 km² corresponden a tierra firme y 2.03 km² (1.44 %) es agua.

## Demografía
Según el censo de 2010, había 106 595 personas residiendo en Pueblo. La densidad de población era de 756,19 hab./km². De los 106 595 habitantes, Pueblo estaba compuesto por el 75.2 % blancos, el 2.52 % eran afroamericanos, el 2.23 % eran amerindios, el 0.83 % eran asiáticos, el 0.11 % eran isleños del Pacífico, el 15.03 % eran de otras razas y el 4.08 % pertenecían a dos o más razas. Del total de la población el 49.81 % eran hispanos o latinos de cualquier raza.

## Relaciones exteriores

### Ciudades hermanadas
La ciudad de Pueblo tiene varios hermanamientos nacionales e internacionales:
- Puebla de Zaragoza, México (2006).
- Máribor, Eslovenia.

## Galería

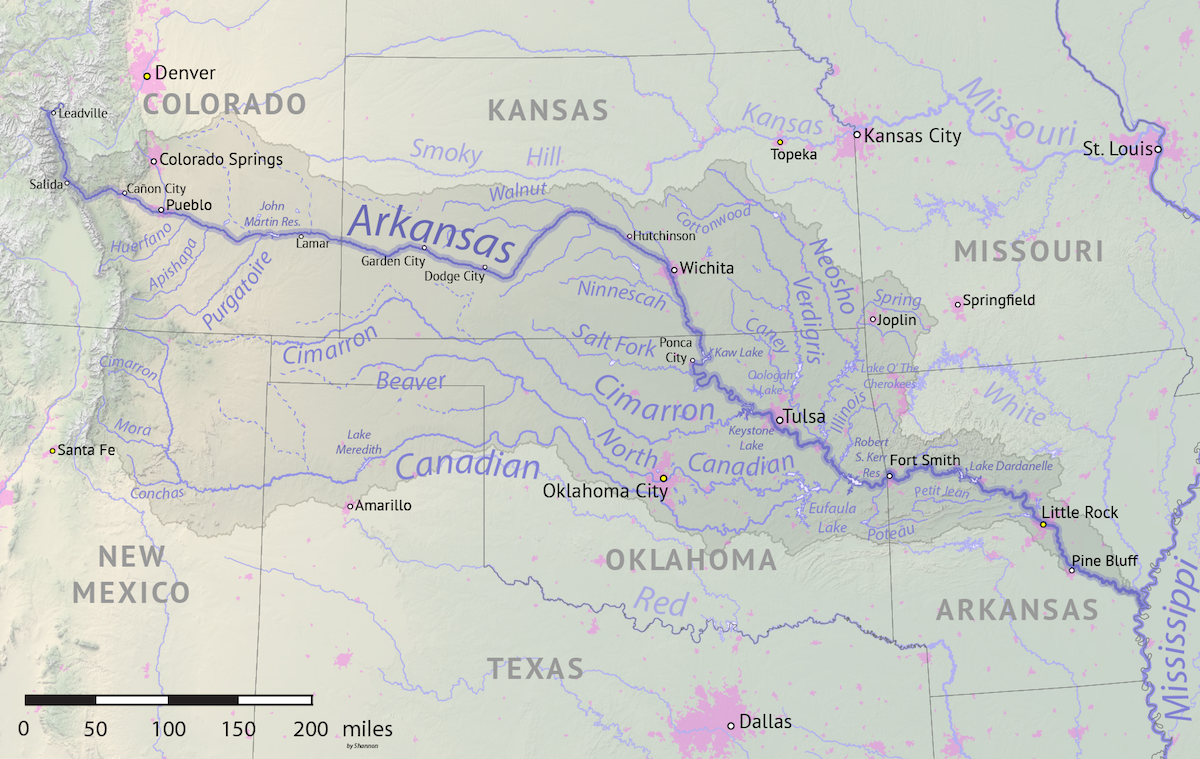
Pueblo (arriba izq.) en un mapa del río Arkansas
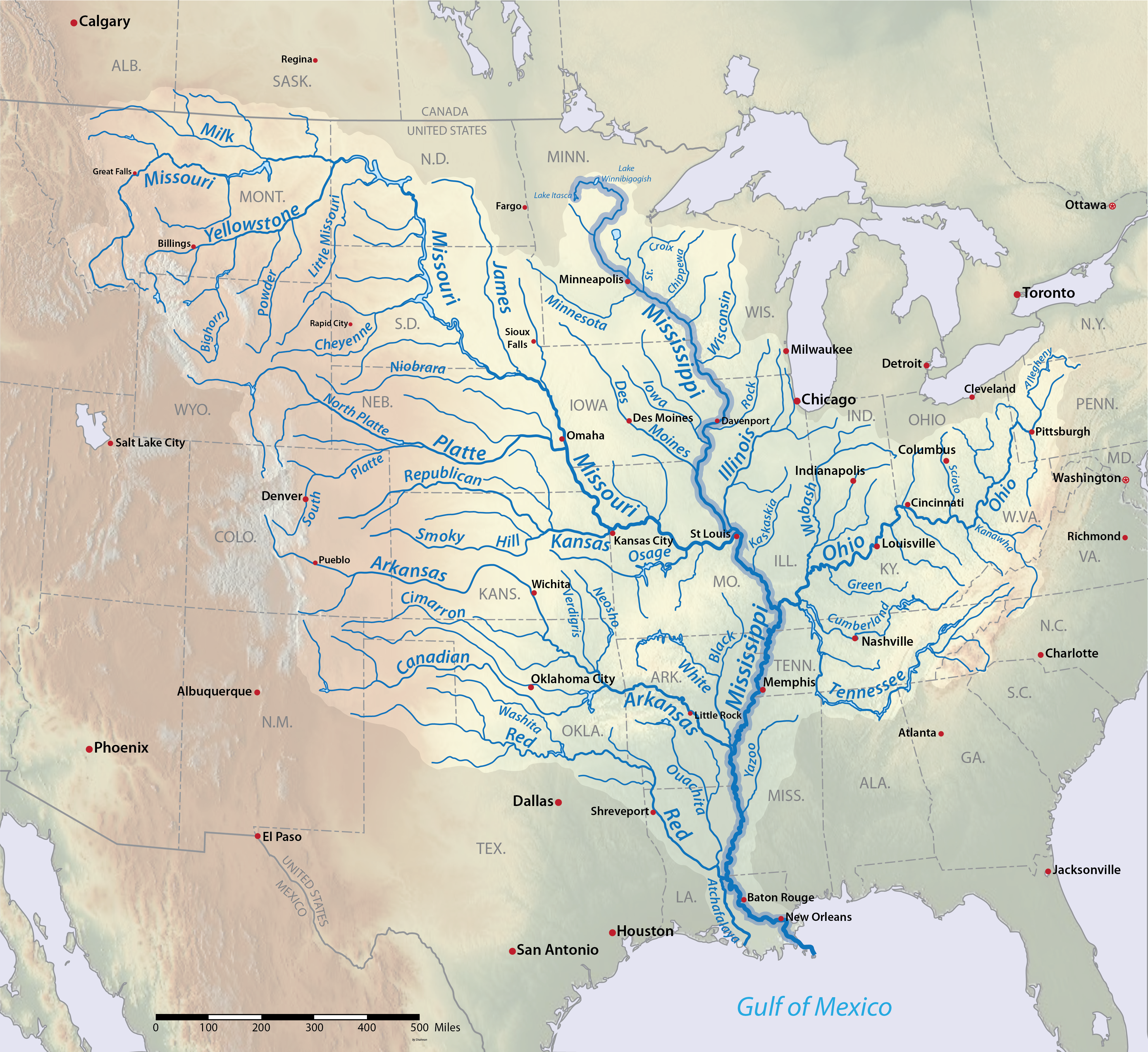
Y en un mapa de la cuenca del Misisipi
Parque de Pueblo
Monumento en un parque de Pueblo